# Xã Polk, Quận Adair, Missouri
Xã Polk (tiếng Anh: Polk Township) là một xã thuộc quận Adair, tiểu bang Missouri, Hoa Kỳ. Năm 2010, dân số của xã này là 639 người.